# مطار سولت ليك سيتي الدولي
مطار سولت لايك سيتي الدولي (إياتا: SLC، إيكاو: KSLC، معرف الموقع إف إيه إيه: SLC) هو مطار مدني عسكري دولي يقع على بعد حوالي 4 أميال (6.4 كم) غرب وسط مدينة سولت ليك سيتي، يوتا، في الولايات المتحدة. المطار هو أقرب مطار تجاري لأكثر من 2.5 مليون شخص ويقع على بعد 30 دقيقة بالسيارة من ما يقرب من 1.3 مليون وظيفة. المطار مركز لخطوط دلتا الجوية وهو بوابة رئيسية إلى منطقة إنترماونتن الغربية والساحل الغربي. يشهد المطار 343 رحلة مغادرة مجدولة بدون توقف يوميًا إلى 93 مدينة في أمريكا الشمالية وأوروبا. هو إلى حد بعيد أكثر المطارات ازدحامًا في ولاية يوتا.
لا يزال مطار سولت ليك سيتي الدولي يحتل مرتبة عالية في رحلات المغادرة/الوصول في الوقت المحدد وأقل عدد من عمليات إلغاء الرحلات بين المطارات الأمريكية الرئيسية. احتل المطار المرتبة الأولى من حيث حالات المغادرة والوصول في الوقت المحدد والأول من حيث نسبة الإلغاءات اعتبارًا من أبريل 2017. المطار مملوك لمدينة سولت ليك سيتي وتديره إدارة المطارات البلدية.

## شركات الطيران والوجهات
| شركـات طيـران                   | الوجهات | Refs          |
| ------------------------------- | --- | ------------- |
| طيران المكسيك                   | مطار بينيتو خواريز الدولي (تبدأ في 1 يوليو 2024) | [ 8 ]         |
| Aeroméxico Connect              | مطار غوادالاخارا الدولي، Monterrey (تبدأ في 14 مارس 2024) | [ 8 ]         |
| طيران كندا                      | موسمي: مطار تورونتو بيرسون الدولي | [ 10 ]        |
| خطوط آلاسكا الجوية              | مطار بورتلاند الدولي، مطار سان فرانسيسكو الدولي، مطار سياتل تاكوما الدولي موسمي: مطار تيد ستيفنز أنكوراج الدولي، مطار سان دييغو الدولي | [ 11 ]        |
| الخطوط الجوية الأمريكية         | مطار شارلوت دوغلاس الدولي، مطار أوهير الدولي، مطار دالاس فورت ورث الدولي، مطار فينيكس سكاي هاربر الدولي موسمي: مطار ميامي الدولي، مطار فيلادلفيا الدولي | [ 12 ]        |
| إمريكان إيغل                    | مطار أوهير الدولي، مطار فينيكس سكاي هاربر الدولي موسمي: مطار لوس أنجلوس الدولي | [ 12 ]        |
| خطوط دلتا الجوية                | Albuquerque، مطار سخيبول أمستردام، مطار هارتسفيلد جاكسون، مطار أوستن برغستروم الدولي، مطار بالتيمور واشنطن الدولي، Billings، Boise، مطار لوجان الدولي، Bozeman، Cancún، مطار شارلوت دوغلاس الدولي، مطار أوهير الدولي، Cincinnati، Columbus–Glenn (تبدأ في 7 يونيو 2024)، مطار دالاس فورت ورث الدولي، مطار دنفر الدولي، مطار ديترويت، Eugene، Fort Lauderdale ‏، Glacier Park/Kalispell ‏، مطار هونولولو الدولي، مطار جورج بوش الدولي، مطار إنديانابوليس الدولي (تستأنف في 10 مارس 2024)، Jackson Hole ‏، Kansas City ‏، مطار هاري ريد الدولي، مطار لندن هيثرو، مطار لوس أنجلوس الدولي، مطار ممفيس الدولي، مطار بينيتو خواريز الدولي، مطار ميامي الدولي، Milwaukee، مطار منيابولس سانت بول الدولي، مطار ناشفيل الدولي، مطار نيوآرك ليبرتي الدولي، مطار نيو اورليانز لويس أرمسترونغ الدولي، مطار جون إف كينيدي الدولي، مطار لاغوارديا، مطار أوكلاند الدولي (الولايات المتحدة)، Ontario، Orange County ‏، مطار أورلاندو الدولي، مطار باريس شارل ديغول، مطار فيلادلفيا الدولي، مطار فينيكس سكاي هاربر الدولي، مطار بورتلاند الدولي، Puerto Vallarta ‏، Raleigh/Durham، مطار رينو تاهو الدولي، Sacramento، مطار سان أنطونيو الدولي، مطار سان دييغو الدولي، مطار سان فرانسيسكو الدولي، مطار سان خوسيه الدولي، San José del Cabo ‏، Santa Barbara ‏ (تستأنف في 7 يونيو 2024)، مطار سياتل تاكوما الدولي، Spokane، مطار سانت لويس الدولي، مطار تامبا الدولي، مطار تورونتو بيرسون الدولي، مطار فانكوفر الدولي، مطار واشنطن دولس الدولي، مطار رونالد ريغان الوطني موسمي: مطار تيد ستيفنز أنكوراج الدولي، Kahului | [ 15 ]        |
| Delta Connection                | Albuquerque، Billings، Bozeman، Burbank، Butte، مطار كالغاري الدولي، Casper، Cedar City ‏، Colorado Springs ‏، Elko، Eugene، Fresno، Glacier Park/Kalispell ‏، Great Falls ‏، Helena، Idaho Falls ‏، Lewiston، Long Beach ‏، Medford، Missoula، مطار أوكلاند الدولي (الولايات المتحدة)، Oklahoma City ‏، Omaha، Ontario، Palm Springs ‏، Pocatello، Redmond/Bend، مطار رينو تاهو الدولي، Sacramento، مطار سان خوسيه الدولي، Spokane، St. George (UT) ‏، Sun Valley ‏، Tri-Cities (WA) ‏، مطار توسان الدولي، Tulsa، Twin Falls ‏، مطار فانكوفر الدولي موسمي: Jackson Hole ‏، Moab (تنتهي في 31 يناير 2024)، West Yellowstone ‏ | [ 15 ]        |
| Discover Airlines               | موسمي: مطار فرانكفورت | [ 17 ]        |
| خطوط فرونتير الجوية             | مطار دنفر الدولي، مطار هاري ريد الدولي، مطار فينيكس سكاي هاربر الدولي موسمي: مطار هارتسفيلد جاكسون | [ 18 ]        |
| خطوط جيت بلو الجوية             | مطار لوجان الدولي، Fort Lauderdale ‏، مطار لوس أنجلوس الدولي، مطار جون إف كينيدي الدولي، مطار أورلاندو الدولي | [ 19 ]        |
| الخطوط الجوية الملكية الهولندية | موسمي: مطار سخيبول أمستردام | [ 20 ]        |
| Redtail Air Adventures          | Moab، Vernal | [ 16 ] [ 21 ] |
| خطوط ساوث ويست الجوية           | مطار أوستن برغستروم الدولي، مطار بالتيمور واشنطن الدولي، Burbank، مطار ميدواي الدولي، Dallas–Love، مطار دنفر الدولي، Houston–Hobby، مطار هاري ريد الدولي، Long Beach ‏، مطار لوس أنجلوس الدولي، مطار ناشفيل الدولي، مطار أوكلاند الدولي (الولايات المتحدة)، مطار فينيكس سكاي هاربر الدولي، Sacramento، مطار سان دييغو الدولي، مطار سان خوسيه الدولي، مطار سانت لويس الدولي موسمي: مطار أورلاندو الدولي، مطار تامبا الدولي | [ 22 ]        |
| خطوط سبيريت الجوية              | مطار هاري ريد الدولي، مطار لوس أنجلوس الدولي، مطار أورلاندو الدولي | [ 23 ]        |
| الخطوط الجوية المتحدة           | مطار أوهير الدولي، مطار دنفر الدولي، مطار جورج بوش الدولي، مطار نيوآرك ليبرتي الدولي، مطار سان فرانسيسكو الدولي | [ 24 ]        |
| United Express                  | مطار أوهير الدولي، مطار دنفر الدولي، مطار جورج بوش الدولي، مطار لوس أنجلوس الدولي، مطار سان فرانسيسكو الدولي | [ 24 ]        |

## الإحصائيات

### أهم الوجهات
| الرتبة | المطار                        | الركاب  | الناقل                                                       |
| ------ | ----------------------------- | ------- | ------------------------------------------------------------ |
| 1      | مطار دنفر الدولي              | 786,000 | دلتا، فرونتير، ساوث ويست، المتحدة                            |
| 2      | مطار لوس أنجلوس الدولي        | 684,000 | آلاسكا، الأمريكية، دلتا، جيت بلو، ساوث ويست، سيبريت، المتحدة |
| 3      | مطار فينيكس سكاي هاربر الدولي | 601,000 | الأمريكية، دلتا، فرونتير، ساوث ويست                          |
| 4      | مطار هاري ريد الدولي          | 592,000 | دلتا، فرونتير، ساوث ويست، سيبريت                             |
| 5      | مطار هارتسفيلد جاكسون         | 503,000 | دلتا، فرونتير                                                |
| 6      | مطار دالاس فورت ورث الدولي    | 494,000 | الأمريكية، دلتا                                              |
| 7      | مطار سياتل تاكوما الدولي      | 479,000 | آلاسكا، دلتا                                                 |
| 8      | مطار أورلاندو الدولي          | 357,000 | دلتا، جيت بلو، ساوث ويست، سيبريت                             |
| 9      | مطار جون إف كينيدي الدولي     | 339,000 | دلتا، جيت بلو                                                |
| 10     | مطار سان دييغو الدولي         | 313,000 | آلاسكا، دلتا، ساوث ويست                                      |

| الرتبة | المطار                     | الركاب  | الناقل                  |
| ------ | -------------------------- | ------- | ----------------------- |
| 1      | مطار سخيبول أمستردام       | 194,244 | دلتا، الملكية الهولندية |
| 2      | Cancún، Mexico             | 159,937 | دلتا                    |
| 3      | مطار بينيتو خواريز الدولي  | 118,639 | دلتا                    |
| 4      | San José del Cabo، Mexico ‏ | 109,735 | دلتا                    |
| 5      | Puerto Vallarta، Mexico ‏   | 93,633  | دلتا                    |
| 6      | مطار باريس شارل ديغول      | 88,651  | دلتا                    |
| 7      | مطار غوادالاخارا الدولي    | 59,637  | طيران المكسيك           |
| 8      | مطار لندن هيثرو            | 47,652  | دلتا                    |
| 9      | مطار كالغاري الدولي        | 42,444  | دلتا                    |
| 10     | مطار تورونتو بيرسون الدولي | 37,826  | طيران كندا، دلتا        |

### شركات الطيران
| الرتبة | الناقل                  | الركاب     | الحصة  |
| ------ | ----------------------- | ---------- | ------ |
| 1      | خطوط دلتا الجوية        | 13,582,000 | 56.68% |
| 2      | SkyWest Airlines        | 4,265,000  | 17.80% |
| 3      | خطوط ساوث ويست الجوية   | 2,728,000  | 11.38% |
| 4      | الخطوط الجوية الأمريكية | 1,096,000  | 4.57%  |
| 5      | خطوط جيت بلو الجوية     | 588,000    | 2.45%  |
| 6      | آخرى                    | 1,703,000  | 7.11%  |

## إحالات
1. ↑  سجلات الإف إيه إيه الرئيسية للمطار من أجل{{{أي دي}}} (من 5010 PDF), effective 2007-07-05
2. ↑  2006 population estimates from the U.S. Census Bureau نسخة محفوظة December 27, 1996, على موقع واي باك مشين. Retrieved on March 5, 2008.
3. ↑  "Utah Continuous Airport System Plan – Executive Summary" (Press release). سولت ليك (مدينة): Utah Department of Transportation. مؤرشف من الأصل في 2013-10-04. اطلع عليه بتاريخ 2013-09-30.
4. ↑  "SLC Fast Facts". Salt Lake City Department of Airports. مؤرشف من الأصل في 2015-10-30. اطلع عليه بتاريخ 2018-02-02.
5. ↑  "Salt Lake City, UT: Salt Lake City International (SLC)". مكتب إحصاءات النقل، وزارة النقل (الولايات المتحدة). مؤرشف من الأصل في 2012-05-09. اطلع عليه بتاريخ 2011-01-24.
6. ↑  "Department of Airports 2008–2009 budget" (PDF). Salt Lake City Corporation. مؤرشف من الأصل (PDF) في 2011-06-09.
7. ↑  "Aeromexico 2024 US Network Expansion Update – 29OCT23". Aeroroutes. مؤرشف من الأصل في 2023-10-31. اطلع عليه بتاريخ 2023-10-31.
8. 1 2  "Flight Schedule". Aeroméxico. مؤرشف من الأصل في April 6، 2017. اطلع عليه بتاريخ August 5، 2018. {{استشهاد ويب}}: تحقق من التاريخ في: |تاريخ الوصول= و|تاريخ أرشيف= (مساعدة)
9. ↑  "Aeromexico began selling flights on a dozen new routes in the United States". World Nation News. مؤرشف من الأصل في 2023-10-12.
10. ↑  Williams, Carter. "Air Canada to bring back service to Utah after nearly 5-year hiatus". www.ksl.com (بالإنجليزية). Archived from the original on 2023-04-22. Retrieved 2022-02-22.
11. ↑  Airlines، Alaska. "Flight Timetable". Alaska Airlines. مؤرشف من الأصل في February 2، 2017. اطلع عليه بتاريخ January 29، 2017. {{استشهاد بخبر}}: تحقق من التاريخ في: |تاريخ الوصول= و|تاريخ أرشيف= (مساعدة)
12. 1 2  "Flight schedules and notifications". مؤرشف من الأصل في 2023-04-18. اطلع عليه بتاريخ January 7، 2017. {{استشهاد ويب}}: تحقق من التاريخ في: |تاريخ الوصول= (مساعدة) [وصلة مكسورة]
13. 1 2  "Santa Barbara، Yosemite، Tahoe and more: Get there on Delta with new and returning flights for summer 2024". Delta News Hub. مؤرشف من الأصل في 2023-10-31. اطلع عليه بتاريخ September 15، 2023. {{استشهاد ويب}}: تحقق من التاريخ في: |تاريخ الوصول= (مساعدة)
14. ↑  "Delta Resumes Salt Lake City – Indianapolis Service From March 2024". Aeroroutes. مؤرشف من الأصل في 2023-07-28. اطلع عليه بتاريخ 2023-07-18.
15. 1 2  "FLIGHT SCHEDULES". مؤرشف من الأصل في June 21، 2015. اطلع عليه بتاريخ January 7، 2017. {{استشهاد ويب}}: تحقق من التاريخ في: |تاريخ الوصول= و|تاريخ أرشيف= (مساعدة)
16. 1 2  Fisher، Sophia (October 26، 2023). "Feds finally approve new air service". The Times-Independent. Moab، Utah. مؤرشف من الأصل في 2023-10-31. اطلع عليه بتاريخ October 28، 2023. {{استشهاد بخبر}}: تحقق من التاريخ في: |تاريخ الوصول= و|تاريخ= (مساعدة)
17. ↑  "Eurowings Discover NS22 Long-Haul Additions" (بCanadian English). Archived from the original on 2023-09-26. Retrieved 2023-11-01.
18. ↑  "Route Map". مؤرشف من الأصل في December 19، 2018. اطلع عليه بتاريخ December 18، 2018. {{استشهاد ويب}}: تحقق من التاريخ في: |تاريخ الوصول= و|تاريخ أرشيف= (مساعدة)
19. ↑  "JetBlue Airlines Timetable". مؤرشف من الأصل في July 13، 2013. اطلع عليه بتاريخ January 29، 2017. {{استشهاد ويب}}: تحقق من التاريخ في: |تاريخ الوصول= و|تاريخ أرشيف= (مساعدة)
20. ↑  "View the Timetable". مؤرشف من الأصل في February 27، 2017. اطلع عليه بتاريخ February 26، 2017. {{استشهاد ويب}}: تحقق من التاريخ في: |تاريخ الوصول= و|تاريخ أرشيف= (مساعدة)
21. ↑  Williams، Carter (October 26، 2023). "2 new airlines to move into Moab، Vernal airports as SkyWest departs". KSL. Salt Lake City. مؤرشف من الأصل في 2023-10-29. اطلع عليه بتاريخ October 28، 2023. {{استشهاد بخبر}}: تحقق من التاريخ في: |تاريخ الوصول= و|تاريخ= (مساعدة)
22. ↑  "Southwest Airlines Flight Schedules". مؤرشف من الأصل في October 13، 2020. اطلع عليه بتاريخ 23 June 2022. {{استشهاد ويب}}: تحقق من التاريخ في: |تاريخ أرشيف= (مساعدة)
23. ↑  "Spirit® Airlines Kicks off 2022 with a Salt Lake City Debut". مؤرشف من الأصل في 2023-03-23.
24. 1 2  "Timetable". مؤرشف من الأصل في January 28، 2017. اطلع عليه بتاريخ January 7، 2017. {{استشهاد ويب}}: تحقق من التاريخ في: |تاريخ الوصول= و|تاريخ أرشيف= (مساعدة)
25. ↑  "Salt Lake City, UT: Salt Lake City International (SLC)". مكتب إحصاءات النقل، وزارة النقل (الولايات المتحدة). اطلع عليه بتاريخ 2023-08-28.
26. ↑  "U.S. International Passenger & Freight Statistics – CY 2016 Passengers". وزارة النقل (الولايات المتحدة). مؤرشف من الأصل في 2018-06-29. اطلع عليه بتاريخ 2021-03-23.
27. ↑  "Air Traffic Statistics | Salt Lake City International Airport". slcairport.com. مؤرشف من الأصل في 2023-05-31. اطلع عليه بتاريخ 2023-07-22.